# روح‌الله نوری
روح‌الله نوری سرتیپ سپاه پاسداران انقلاب اسلامی است، که هم‌اکنون به‌عنوان جانشین فرمانده نیروی زمینی سپاه پاسداران فعالیت می‌کند.
وی فعالیت نظامی را از سال ۱۳۵۸ در سپاه لرستان آغاز کرد و در خلال جنگ ایران و عراق از اعضای سپاه پاسداران بود و فرماندهی تیپ ۵۷ حضرت ابوالفضل را برعهده داشت.
نوری از ۱۳۸۲ تا ۱۳۸۵ فرمانده قرارگاه حمزه سیدالشهدا بود و از ۱۳۸۵ تا ۱۳۸۷ به‌عنوان فرمانده لشکر ۴۱ ثارالله فعالیت می‌کرد. وی در فاصله سالهای ۱۳۸۷ تا ۱۳۹۶ فرمانده سپاه ثارالله کرمان بود، از اواخر دهۀ هشتاد تا سال ۱۳۹۶ با حفظ سمت، فرماندهی قرارگاه مدینه منوره را نیز برعهده داشت و از آذرماه ۱۳۹۶ جانشین فرمانده نیروی زمینی سپاه است.